# Phare du cap Mendocino
Le phare du cap Mendocino était un phare situé sur le cap Mendocino, dans Comté de Humboldt en Californie, États-Unis. L'ancien phare a été déplacé à Shelter Cove en 1998 et son ancienne lentille de Fresnel à Ferndale en 1948. Une balise automatique, mise en place pour le remplacer, a été retirée en 2013.
Ce phare était géré par les garde-côtes américains, et les phares de l'État de Californie sont entretenus par le District 11 de la Garde côtière.

## Histoire
Après le naufrage de nombreux navires, comme le bateau à roues à aubes SS Northerner (en) et un bateau-ravitailleur des phares, sur les récifs de "Sugar Loaf" et le récif de Blunt au cap Mendocino, le phare et ses bâtiments annexes (un atelier de menuiserie, un local à carburant, une grange et une résidence de deux étages) ont été construits sur un pâturage. Le 1er décembre 1868, le phare a été mis en service en émettant un éclair blanc toutes les trente secondes. L'US Coast Guard a pris le contrôle du phare du cap Mendocino en 1939 quand l'United States Lighthouse Service a fusionné avec la garde côtière.
Sa lentille de Fresnel avait été expédiée à Eureka, puis par voie terrestre à cause de la difficulté du terrain. Également en raison de son emplacement éloigné, son entretien et sa maintenance étaient difficiles. En 1881, trois hommes envoyés au phare par bateau ont péri en mer en essayant de débarquer. De nouveaux logements ont été construits en 1908 pour les gardiens. Au moins dix gardiens ont servi ce phare de 1869 à 1926.

### Naufrages et échouages
En 1905, le danger continu de Blunt's Reef conduisit à l'installation d'un bateau-phare qui sauva plus de 150 passagers du paquebot Bear après son échouage en 1916. Après avoir tué cinq personnes en essayant de débarquer des canots de sauvetage sur le rocher, les autres embarcations se dirigèrent vers le bateau-phare de Blunt's Reef. Les survivants s'y sont regroupés jusqu'à ce qu'ils puissent être ramenés à terre en toute sécurité.
Le 6 août 1921, l' Alaska, construit en 1889 par l' Alaska Steamship Company (en), échoua et coula à Blunt's Reef, démontrant que même le phare côtier et le bateau-phare n'étaient pas suffisants pour sauver les navires.
En 1926, un gardien a été crédité du sauvetage de l'Everett, une goélette à vapeur qu'il a vu prendre feu. Le gardien a appelé au sauvetage par téléphone. Lorsque le navire de sauvetage est arrivé, ils ont découvert l'équipage inconscient à cause des vapeurs de l'incendie.
En 1941, le bateau-phare de Blunt's Reef a sauvé l'équipage survivant du SS Emidio (en), la première victime de l'action de la force sous-marine de la marine impériale japonaise sur la côte pacifique de la Californie.

### Histoire postérieure
Après la Seconde Guerre mondiale, la lentille de Fresnel d'origine de 1er ordre a été remplacée par une balise à rotation automatique. Le 24 décembre 1948, l'US Coast Guard la prêta à la ville de Ferndale après le démantèlement du phare en 1949, et l'exposa dans une réplique du phare à l'entrée du parc des expositions du comté de Humboldt. En 2008, après une inspection de la lentille, la Garde côtière a poursuivi le prêt de la lentille à Ferndale. Le groupe de bénévoles locaux  du «Save Our Lens» a recueilli 100,000 $ pour démonter et entreposer la lentille. En accord avec la Garde côtière au début de septembre 2012, la lentille a été démontée et entreposée temporairement pendant la rénovation du Ferndale Museum (en).
Quant à la structure du phare, elle a continué de se détériorer après avoir été abandonnée par la Garde côtière. En 1998, un groupe de bénévoles a démantelé le phare, enlevé la lanterne par l'hélicoptère de la Garde nationale et le reste du bâtiment par camion. Restauré, équipé de verre neuf et peint par la Cape Lendouse Preservation Society de Cape Mendocino, le phare a été installé à Point Delgada dans le Mal Coombs Park  dans Shelter Cove.

## Description
Le phare était une tour de fer conique à 16 côtés de 13 m de haut, avec une double galerie et une grande lanterne, comme le phare de Point Reyes. Avec une hauteur focale de 129 m, il dépassait d'un mètre le phare de Makapu'u à Hawaï et il était le plus élevé des États-Unis. Il émettait un long éclat blanc toutes les 15 secondes.
Après son démantèlement en 1949 il a été remplacé, en 1951, par un double aerobeacon puis, plus tard par une lumière plus simple avec un plan focal de 157 m, qui émettait un éclat blanc toutes les 15 secondes. Cette nouvelle lumière était située sur une falaise à environ 320 m au nord-ouest et 28 m plus haut que l'ancien phare. Cette lumière a été éteinte le 29 mai 2013. La tour a été enlevée et la résidence du gardien démolie.
Identifiant : ARLHS : USA-129H - Amirauté : G.... - USCG : 6-0515.
|                               |
| Cap Mendocino (phare initial) |

|                                                      |
| Réplique du phare avec lentille de Fresnel d'origine |

### Lien connexe
- Liste des phares de la Californie